# SLC (Shenlin)
Der SLC (Shenlin) ist eine standardisierte Ausführung des Achterbahnmodells Suspended Looping Coaster (kurz SLC) des niederländischen Herstellers Vekoma. Die zu den Inverted Coastern zählenden Achterbahnen weisen untereinander die gleiche Streckenführung auf, sind aber unterschiedlich lackiert und thematisiert. Von insgesamt 39 SLCs entsprechen nur Snow Mountain Flying Dragon im Happy Valley (Shenzhen, China) und Kumali im Flamingo Land dieser Bauart. Eine Abwandlung des SLC (Shenlin) ist der SLC (Shenlin with Helix).

## Streckenführung
SLCs (Shenlin) werden durch einen 35,9 m hohen Kettenlifthill angetrieben. In einer Rechtskurve am Fuße der 34,1 m hohen ersten Abfahrt, die mit einer 270°-Rechtskurve einhergeht, erreichen die Züge ihre Höchstgeschwindigkeit von 88,3 km/h. Nun folgen vier Inversionen in Form eines 26,5 m hohen Loopings, einer 22,9 m hohen Cobra-Roll (entspricht zwei Inversionen) und einer 16,8 m hohen Zero-g-Roll unmittelbar aufeinander. Nach einer dem Inclined Loop ähnlichen Fahrfigur werden die Züge wieder abgebremst und in zwei 90°-Rechtskurven zur Station zurückgeführt.

## Züge
Die Züge der SLCs (Shenlin) bestehen aus zehn einzelnen Sitzreihen mit jeweils zwei Sitzplätzen. Beide Auslieferungen fahren mit zwei Zügen und erreichen eine Kapazität von 1125 Personen pro Stunde.

## Auslieferungen
| Name                        | Freizeitpark  | Ort                         | Eröffnung    | Schließung    | Thematisierung |
| --------------------------- | ------------- | --------------------------- | ------------ | ------------- | -------------- |
| Snow Mountain Flying Dragon | Happy Valley  | Shenzhen, Guangdong, China  | 1. Mai 2002  | 29. Aug. 2022 |                |
| Kumali                      | Flamingo Land | Malton, North Yorkshire, UK | 1. Apr. 2006 |               | Afrika         |